# Dicranum callistomum
Dicranum callistomum là một loài rêu trong họ Dicranaceae. Loài này được Dicks. ex With. Turner mô tả khoa học đầu tiên năm 1804.